# Pierre-François Buchet
Pour les articles homonymes, voir Buchet.
Pierre-François Buchet, né le 16 décembre 1679 à Sancerre et mort le 21 mai 1749, est un ecclésiastique et homme de lettres français.

## Biographie
Abbé puis écrivain, il est l'un des principaux rédacteurs de l'ancien Mercure galant, auquel il donne en 1717 le nom de Le Nouveau Mercure.
Il publie un Abrégé de l'histoire du Tzar Pierre Alexiowitz : avec une relation de l'état présent de la Moscovie, & de ce qui s'est passé de plus considérable, depuis son arrivée en France jusqu'à ce jour, Paris, Chez Pierre Ribon ... et Grégoire Dupuis, 1717, in-12.

## Pour approfondir